# Cseh István (zeneszerző)
Cseh István (Cseh István, Gyergyószentmiklós, 1984. november 5. –) magyar zeneszerző, gitárművész.

## Életpályája
Cseh István zenéhez fűződő különleges kapcsolata már kisgyermek korában megmutatkozott. A klasszikus zenei koncertek izgalmas világa magával ragadta. 1993-ban a Tolcsvay Testvérek Magyar Mise németországi turnéját végigkísérve 9 évesen döntötte el, hogy zenész lesz. Még abban az évben klasszikus gitárt kezdett tanulni Békéscsabán a Bartók Béla Zeneiskolában, Varga Zsolt keze alatt. 1994-től a Szendrey Karper László gitárzenekar tagja, mint legfiatalabb növendék. 1999-ben egy évre Németországba költözött a család, így a 9. osztályt Németországban végezte el. Belépett a St. Ursula Gymnasium zenekarába és ezzel megkezdte könnyűzenei szárnybontogatásait. Ekkor vásárolta első elektromos gitárját is (Fender Stratocaster).
2000-ben hazatérve a Békéscsabai Evangélikus Gimnázium tanulója lett, valamint a Bartók Béla Zeneiskola továbbképzős diákjaként tanult.
Érettségi megszerzése után a komolyzenei pályát választotta. A Bartók Béla Zeneművészeti Szakközépiskolában tanult tovább, viszont stílusokon átívelő érdeklődése tovább erősödött. Itt ismerkedett meg Török Tillával, itt kezdték el a népzenei-improvizáció világában való kalandozásukat és itt ismerkedett meg Varga Viktorral, akivel rockzenekart alapítottak Neverland néven. Ebben az időszakban ismerkedett meg komolyabban a színház világával, elvállalta a Scapin furfangjai című darabban a gitáros szerepét.
2006-ban felvételt nyert a Liszt Ferenc Zeneművészeti Egyetemre, klasszikus gitár szakon. 2007-ben egy ösztöndíj kapcsán lehetősége nyílt a könnyűzene egyik fellegvárában a bostoni Berklee College of Music-on tanulni. A négy éves iskolát két és fél év alatt végezte el és 2009-ben Magna Cum Laude kitüntetéssel diplomázott. Zenei ismeretei itt bővültek ki igazán, átfogó ismereteket szerzett zeneszerzésből, hangtechnikából és a különböző stílusokból, a jazztől a metálon át a filmzenékig.
Hazatérve megalapította saját vállalkozását az AZARA Productions-t, szóló előadóként és több zenekar gitárosaként kezdett tevékenykedni (Vastaghúros, Török Tilla Folk Experience, Egy Másik Zenekar, Varga Viktor), színházi darabokban játszott (La Mancha Lovagja, Hyppolit a lakáj, Monte Cristo Grófja, Koldusopera, Légy jó mindhalálig stb.).  2010-ben Tanári állást vállalt a Premier Művészeti Szakközépiskolában és a Bartók Béla Zeneiskolában. 2012-ben Príma Díjat kapott munkásságáért. 2015 után tevékenysége egyre jobban áthelyeződött az előadóművészetről a zeneszerzés és a film irányába. Az kazahsztáni világkiállításon a Török Tilla Folk Experience-szel nyitották meg a magyar pavilont ahol több kompozíciója is elhangzott.
Filmekhez komponál zenét, forgatáson hangot rögzít, filmek hangkulisszájának felépítéséért felel és még filmszinkront is gyárt. Olyan művek köthetőek a nevéhez, mint a Magyar Tudományos Akadémia gondozásában megjelent A Szent Korona és Koronázási Kincseink Nyomában, az Erdély ég és föld között, az Ismerős Arcok Nélküled című számát áthangszerelte szimfonikus zenekarra, melyet a 2019-es Államalapítási Ünnepségen egy ország hallhatott, láthatott a tűzijáték alatt, az Erzsébetvárosi Filmfesztivál zenei rendezője, a Kurultaj törzsi nemzeti gyűlés 2021-es zenei arculata is a nevéhez kötődik.

## Zeneszerzőként, hangszerelőként
9 évesen kezdett gitározni és az improvizációs képessége nagyon hamar megmutatkozott. Később egyre komolyabb kompozíciók következtek. 
A Berklee College of Music-on, már gyakorta nem is a feladott anyagot gyakorolta, hanem elemezte azokat és írt egy saját művet. Így megtanulta az adott dalban előforduló zenei fordulatokat és technikai nehézségeket, de született belőle saját kompozíciója is. A Berklee-n kezdett film és reklámzeneszerzést tanulni. 
Amikor csak teheti, munkáiban szeret valami érdekes koncepciót vagy hangszert használni. 
Több sajátos hangszer feltalálása köthető már a nevéhez. A Bori Notesz – Radnóti Miklós utolsó napjairól szóló színdarabhoz egy olyan hangszert készített dótokból és csövekből, melyet a munkaszolgálatosok a szerszámaikból összerakhattak. Ez a színdarab zenei arculatának meghatározó eleme lett. A Fenséges Új Utakon (Hunor-Magor legenda) egy zenélő íj kollekciót készített, mely ugyancsak kiemelt szerepet kap a film zenéjében. 
2022. május 22-én jelent meg a székely himnusz 100. évfordulójára írt hangszerelése, mely vegyeskarra és szimfonikus zenekarra íródott. A felvételt a Bartók Béla Nemzeti Hangversenyteremben készítették, a Nemzeti Filharmonikusok és a Nemzeti Énekkar közreműködésével, vezényelte: Kocsár Balázs. Az évfordulós filmet a Filmever stúdió és a Csillagos Ötös Kft. készítette. Rendező: Bárány Krisztián, Producer: Takó Sándor. 2022-ben a FINA World Aquatics 2022 díjátadó gála zenéit komponálta meg a Török Testvérek közreműködésével, ahol a világ ismerhette meg munkáit. 2023-ban Magyarország eddigi legnagyobb sporteseményére, az Atlétikai Világbajnokságra komponálhatott ceremónia és versenyzőket bemutató zenéket.
2024-ben elindította a kulturális értékmentő projectjét a Hangszermentők néven, ahol történelmi jelentőségű hangszereket restaurálnak, javítanak, azok hangját digitalizálják, így megőrizve azt az utókor számára.

## Együttesei
Eddigi együttesei a következők:
| Időszak     | Együttes/előadó                     |
| ----------- | ----------------------------------- |
| 1994 – 1991 | Szendrey Karper László Gitárzenekar |
| 2004 – 2006 | Neverland                           |
| 2004 – 2018 | Tillys                              |
| 2010        | Azara                               |
| 2010 –      | Vastaghúros (Swetter)               |
| 2010 – 2015 | Varga Viktor                        |
| 2010 – 2016 | Egy Másik Zenekar                   |
| 2010 – 2018 | Török Tilla Folk Experience         |
| 2013 – 2018 | Fantasy                             |
| 2015        | Waking The Spirit                   |

A gitár egy fantasztikus hangszer, viszont zeneszerzőként nem vagyok 6 húrhoz kötve. A körülöttünk rejlő hangok és hangszínek palettája kimeríthetetlen.